# Laversine
Laversine é uma comuna francesa na região administrativa de Altos da França, no departamento de Aisne. Estende-se por uma área de 7,22 km². Em 2010 a comuna tinha 165 habitantes (densidade: 22,9 hab./km²).